# Racialização
Em sociologia, racialização ou etnização é o processo de atribuir identidades raciais ou étnicas a um relacionamento, prática social ou grupo que não se identificou como tal. Racialização se refere às relações sociais às quais os significados raciais estão ligados, o uso do termo enfatiza o processo de criação de definições raciais e sublinha a natureza construída, e não a dada, da raça.

## História

Mulheres de Argel de Eugène Delacroix (1834)

As categorias raciais têm sido historicamente usadas como uma maneira de permitir que uma figura ou grupo opressivo discrimine outros grupos ou indivíduos que eram vistos como diferentes dos opressores.  Na Europa do século XIX e início do século XX, as obras de arte eram uma forma comum de racialização que visava países do Oriente Médio e da Ásia. As obras, predominantemente pinturas, eram retratadas para instilar preconceitos nas populações ocidentais através da sexualização e manipulação de imagens. Um dos exemplos mais proeminentes da obra de arte Orientalista  é uma obra de Eugène Delacroix, intitulada Mulheres de Argel Datado de 1834, retrata três mulheres descansando em um harém em roupas exóticas, enquanto uma mulher africana está vestida com roupas simples, representando seu papel como serva. Tecidos finos, o narguilé e outros apetrechos adornam a sala, que representa uma fantasia europeia de uma cena exótica. As tentativas de retratar essas culturas como estranhas, estrangeiras e exóticas através do orientalismo levou à intolerância às comunidades árabes e asiáticas na Europa e nos Estados Unidos.
Muitos países da África do Norte e do Oriente Médio, como a Tunísia, a Argélia e a Síria, foram colonizados por nações européias. Esses países não eram totalmente independentes até meados do século XX, época em que globalização começou tanto econômica quanto politicamente. Com a globalização, veio uma crescente influência cultural e um aumento na imigração para os países ocidentais. Novas culturas, grupos étnicos e ideais contribuíram para o processo de racialização que é familiar na sociedade moderna. A racialização é um processo longo, e os membros de cada grupo são categorizados com base em suas diferenças percebidas em relação àquelas que são consideradas elite dentro de uma sociedade. Outro grande contribuinte para o processo de racialização é a mídia. Meios de comunicação, filmes, programas de televisão e outras formas de comunicação pública retratam grupos raciais para freqüentemente refletir estereótipos que contribuem para a opinião do público sobre certos grupos culturais. Essas opiniões e estereótipos podem se tornar institucionalizados. Grupos dominantes em uma sociedade tendem a racializar outros, porque novos grupos culturais e raciais são vistos como ameaçadores para sua sociedade; essas ameaças instilam medo nos membros dominantes devido à possibilidade de mobilidade descendente ou uma percebida perda de segurança nacional; embora as ameaças possam ser imaginadas ou reais, elas são mais proeminentes quando há algum outro problema no país, como economia com desempenho insatisfatório; os efeitos da racialização costumam ser mais prejudiciais para os grupos raciais e étnicos do que a própria racialização em si, com alguns exemplos sendo o racismo sistêmico e o racismo estrutural; pesquisas mais significativas nessa área estão ajudando políticos e formuladores de políticas a criar uma sociedade mais igualitária que acolhe e apóia diferentes grupos étnicos e raciais.